# 青春おでん/純情青春ラブ
「青春おでん/純情青春ラブ」（せいしゅんおでん/じゅんじょうせいしゅんラブ）は、twe'lvのデビューシングル。2008年10月29日にFRAMEから発売された。

## 概要
歌手の「twe'lv」は、ゲーム『イナズマイレブン』に登場するヒロイン3人の「リアル版」として結成されたアイドルユニット。メンバーの芸名（春奈、夏未、秋）もゲームキャラクターから取られた。デビュー当時、3人とも福岡県在住。
タイトル曲「青春おでん」は、「静岡おでんの会」応援歌である「恋する黒はんぺん」のカバー曲。グループ・サウンズ調のアレンジが特徴である。CD発売前の2008年8月下旬から有線放送でオンエアされ、話題になった。
2008年12月10日、紀文食品が「青春おでん」とタイアップした同名のレトルトタイプの調理済みおでんを発売した。

## 収録曲
1. 青春おでん [3:33]
作詞：礼空トオル、作曲：青木隆、編曲：高橋諭一
  - テレビ東京系アニメ『イナズマイレブン』エンディングテーマ
2. 純情青春ラブ [3:13]
作詞：日野晃博、作曲：光田康典、編曲：高橋諭一
  - ニンテンドーDS用ゲーム『イナズマイレブン』エンディングテーマ
3. 青春おでん（Instrumental） [3:33]
4. 純情青春ラブ（Instrumental） [3:12]

## カバー
青春おでん
- DJ Kyon-C feat.puchi - アルバム『EXIT TRANCE PRESENTS KIDS TRANCE LAND』収録
- 空野葵（北原沙弥香）&瀬戸水鳥（美名）&山菜茜（ゆりん）&菜花黄名子（悠木碧） - シングル『僕たちの城』収録